# Fanny González Franco
Fanny González Franco (Pensilvania, Caldas, 1934-Bogotá, 7 de noviembre de 1985) fue una abogada y jurista colombiana. Murió siendo Magistrada de la Corte Suprema de Justicia, Sala Laboral, el 7 de noviembre de 1985 durante la Toma del Palacio de Justicia perpetrada por la guerrilla Movimiento 19 de abril (M-19).

## Biografía
Abogada egresada de la Universidad Pontificia Bolivariana, de la cual fue la primera mujer graduada como abogada, en 1958, Fue nombrada jueza laboral de Manizales, luego fue la primera magistrada del Tribunal de Pereira, en 1960, y, posteriormente, la primera en el Tribunal de Manizales. En 1984, fue nombrada como la primera mujer en ser Magistrada de la Corte Suprema de Justicia de Colombia.

## Muerte
El diario El Tiempo en su editorial del 28 de julio de 1986, reprodujo las palabras que Fanny González Franco le comunicó a un familiar vía telefónica en medio de la retoma del Palacio de Justicia por parte del Ejército Nacional:

“Por voluntad de Dios y autoridad de la Ley, vine a la Corte a administrar justicia en nombre de la República de Colombia... no a llorar ni a pedir clemencia. Dios está conmigo y me ayudará a conservar mi dignidad de magistrada. Si es designio de Dios que yo muera para que se conserven inmaculadas las instituciones jurídicas y vuelva la paz a Colombia, entonces que Dios, el Presidente y las Fuerzas Armadas salven la Patria. Muero, pero no me doblego”.
Fanny González Franco